# Trigun
Trigun (トライガン) är en japansk anime i 26 avsnitt som ursprungligen sändes 1998 i Japan och är baserad på en manga av  Yasuhiro Nightow. Trigun utspelar sig i en westernmiljö som kan karakteriseras som steampunk. Huvudrollen i serien innehas av den laglöse Vash the Stampede även kallad The Humanoid Typhoon. Andra centrala karaktärer är de två försäkringstjänstemännen Meryl Stryfe och Milly Thompson från Bernardelli Insurance Society, vars uppdrag är att följa efter Vash för att minimera all den skada som tycks uppstå vart än han beger sig. Serien har många komiska inslag men utforskar även allvarligare teman som t. ex de moraliska implikationerna av att döda.
Mangan som serien baserades på är 3 volymer och publicerades mellan 1996 och 1997. En uppföljare på 14 volymer vid namn Trigun Maximum publicerades mellan 1998 och 2008. 24 april 2010 hade filmen Trigun: Badlands Rumble premiär i Japan.